# هرشی (کالیفرنیا)
هرشی (به انگلیسی: Hershey) یک منطقهٔ مسکونی در ایالات متحده آمریکا است که در شهرستان یولو، کالیفرنیا واقع شده‌است. هرشی ۴۳ متر بالاتر از سطح دریا واقع شده‌است.